# Гулик Мокій Семенович
Гу́лик Мокій Семенович (1728 — 1807) — військовий діяч. Народився в сім'ї української козацької старшини. 1755 став козаком Війська Запорозького, брав участь у російсько-турецькій війні 1768—1774, був поранений. Одним із перших вступив у волонтерні команди, що формувалися з колишніх запорожців, і 15 вересня 1787 отримав чин полкового осавула. Під час російсько-турецької війни 1787—1791 брав участь у морських битвах під Очаковом, у штурмі фортеці на острові Березань, де знову був поранений. Певний час виконував обов'язки коменданта Березанської фортеці. Під час штурму Ізмаїла 1790 очолював авангард із 600 козаків, знову був поранений. За наказом князя Г.Потьомкіна від 10 лютого 1791 нагороджений чином прем'єр-майора.
У березні 1792 Г. був направлений з особливою командою козаків від Чорноморського козацького війська, що було розташов. на землях між річками Південний Буг і Дністер, для огляду земель на Кубані й складання їх топографічного опису (завершив у липні того самого року). Переселився на Кубань, півтора року служив на головному Копильському кордоні полковником прикордонної варти. Від 6 травня до 25 липня 1795 був направлений як головний депутат від чорноморських козаків для розмежування військових земель від Кавказького намісництва та Області Війська Донського.
26 березня 1796 Г. призначений військовим осавулом. 1797 — один з організаторів придушення Перського бунту, вчиненого чорноморськими козаками, які повернулися з походу в Персію (нині Іран). За дорученням отамана Т.Котляревського Г. від 16 серпня 1797 до 12 грудня 1798 «на месте главного начальника управлял войском с ревностью и усердием». 1799 вийшов у відставку.
Помер на Кубані.